# Imelda leucophryne
Imelda leucophryne är en fjärilsart som beskrevs av Hans Ferdinand Emil Julius Stichel 1911. Imelda leucophryne ingår i släktet Imelda och familjen Riodinidae. Inga underarter finns listade i Catalogue of Life.